# Kumano
Kumano (熊野市, Kumano-shi) est une ville située dans la préfecture de Mie, sur l'île de Honshū, au Japon.

## Géographie

### Démographie
Au mois d'avril 2010, la population de Kumano s'élevait à 19 401 habitants, répartis sur une superficie de 373,63 km2 (densité de population de 52 hab./km2).

### Municipalités limitrophes

Kumano dans la préfecture de Mie.

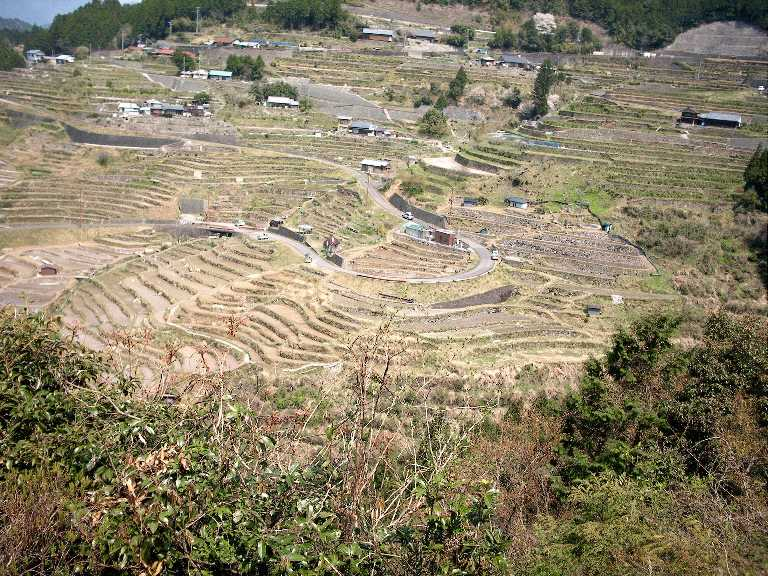
Vue d'une colline de Kumano.

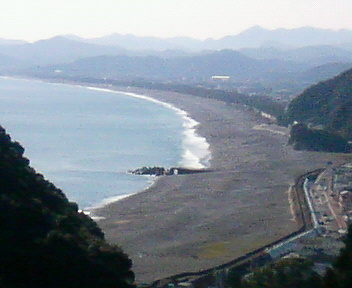
Plage de Shichirimi.

Kumano est entourée des villes suivantes : Owase, Mihama, Kihō, Shingū, Kitayama, Kamikitayama et Totsukawa.

## Histoire
La ville de Kumano a été fondée le 3 novembre 1954. Le 1er novembre 2005, la ville de Kiwa a été rattachée à Kumano.

## Économie
Les principaux secteurs d'activité de Kumano sont la pêche et la sylviculture. De nombreuses entreprises sont implantées dans la ville, notamment Saraya, les banques Daisan et Hiyakugo.

## Culture locale et patrimoine
La région de Kumano est connue pour ses sites sacrés et chemins de pèlerinage dans les monts Kii, enregistrés en 2004 sur la liste du patrimoine mondial de l'Unesco, en particulier les routes de Kumano kodō.
Cette région est aussi au centre de toute l'œuvre littéraire de l'écrivain Kenji Nakagami (1946-1992), en particulier la péninsule de Kii, où il grandit et à laquelle il resta toujours profondément attaché, exaltant la beauté de la nature et ses racines mythologiques.
La ville de Kumano a inspiré Maeda Risō pour le décor de son manga Nagi no Asukara (2013-2014).

## Transports
Kumano est desservie par la ligne principale Kisei de la JR Central. La gare de Kumanoshi est la principale gare de la ville.

## Jumelage
La ville de Kumano est jumelée avec :
- Bastos (Brésil) depuis décembre 1972,
- Sakurai (Japon) depuis octobre 1986,
- Sorrente (Italie) depuis octobre 2001.

## Symboles municipaux
L'arbre symbole de la ville de Kumano est le cèdre du Japon, sa fleur symbole le Lilium japonicum et son oiseau symbole la bouscarle chanteuse.

## Personnalités
Shigeru Kasamatsu (1947-), gymnaste, champion olympique et du monde, est né à Kumano.